# Thunderbirds (strip)
Thunderbirds (strip) is gemaakt naar aan leiding van de Britse sciencefiction-supermarionationserie uit jaren zestig door het echtpaar Gerry Anderson en Sylvia Anderson.  Het scenario en de tekeningen van de stripreeks zijn van Frank Bellamy. De vierdelige stripserie is uitgegeven door Big Balloon.

## Verhaal
De serie draait om International Rescue, een organisatie die als doel heeft om rampen te bestrijden. De familie Tracy, bestaande uit de miljonair Jeff Tracy en zijn 5 zonen vormen de hoofdpersonages van deze strip.

## Albums
| 1 |  | Thunderbirds ...in de gevarenzone | 1994 |
| 2 |  | Noodoproep aan basis              | 1994 |
| 3 |  | Thunderbirds ...in de ruimte      | 1994 |
| 4 |  | Operatie P.                       | 1994 |